# Ambulyx dohertyi
Ambulyx dohertyi is een vlinder uit de familie van de pijlstaarten (Sphingidae). De wetenschappelijke naam van de soort werd in 1894 gepubliceerd door Lionel Walter Rothschild.

## Beschrijving

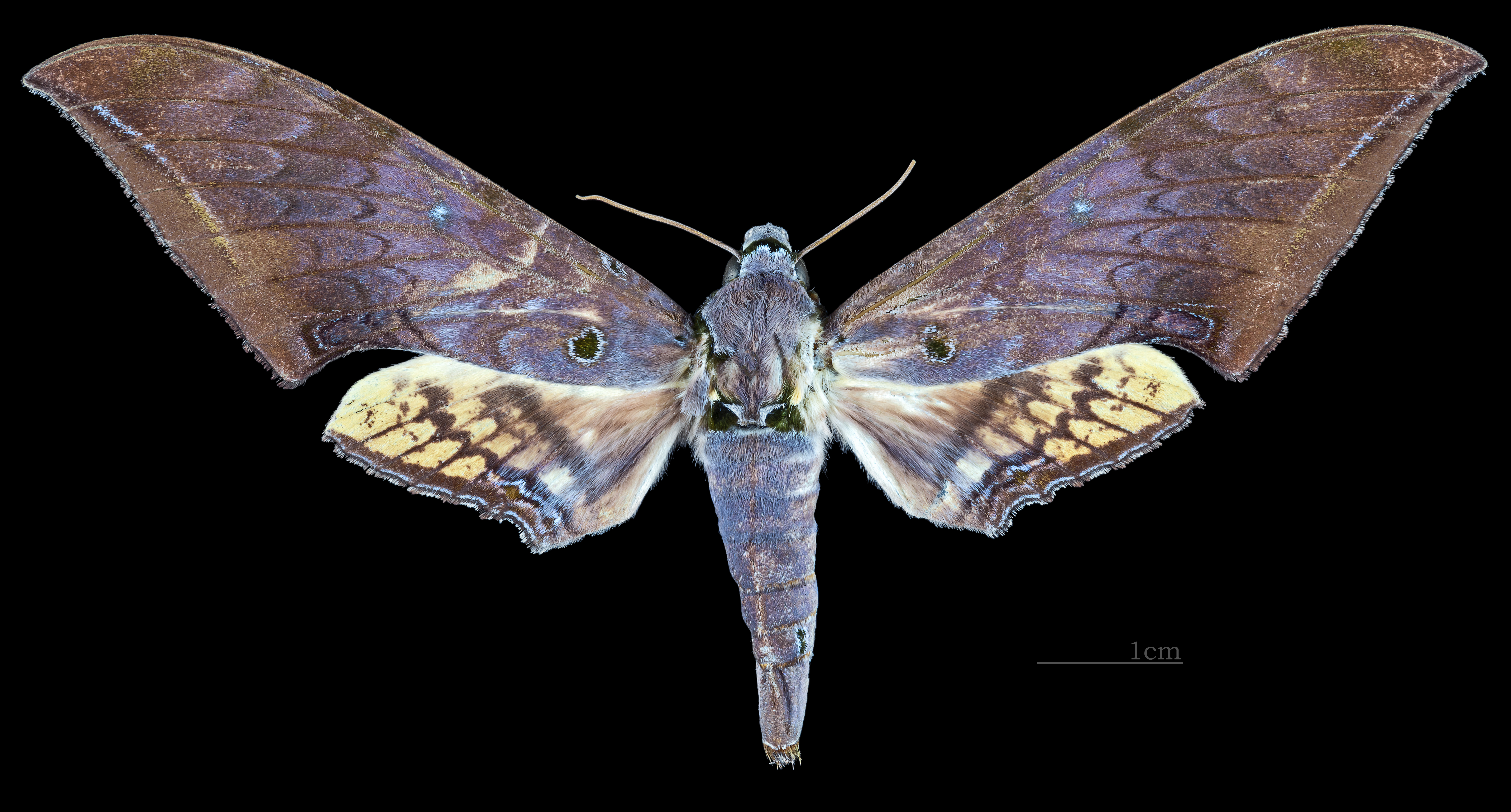
Ambulyx dohertyi ♀
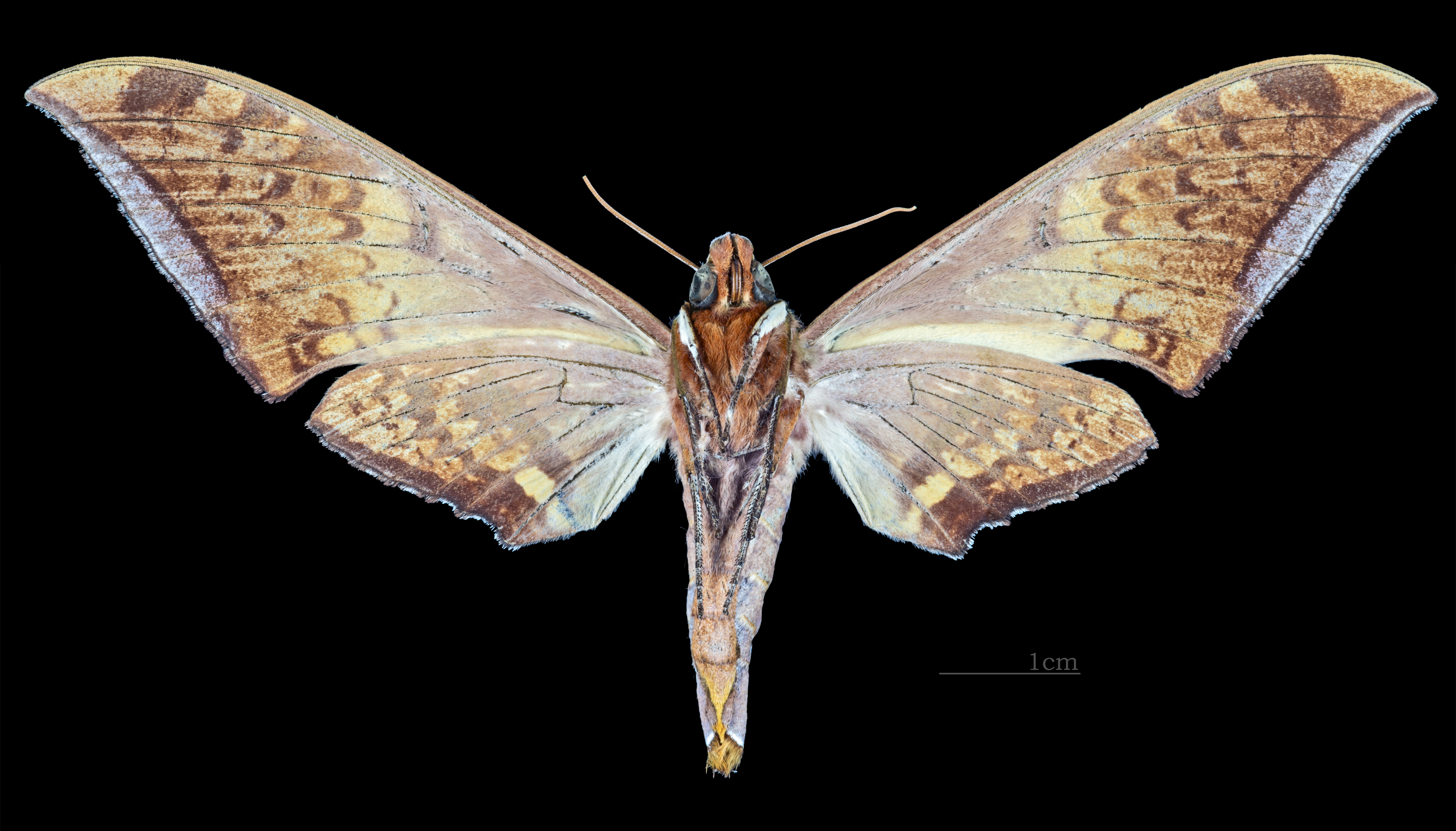
Ambulyx dohertyi  ♀ △